# Порт-Джэксон
Порт-Джэ́ксон (англ. Port Jackson) — трёхрукавный залив в юго-восточной части побережья Австралии, включающий в себя протяжённую Сиднейскую бухту (англ. Sydney Harbour) длиной 20 км при ширине 1—3 км и глубиной до 60 м (это южный и самый большой рукав залива, изогнутый и потому защищённый от океанских волн), а также менее протяжённые залив Мидл-Харбор (англ. Middle Harbour — Средняя бухта) и бухту Норт-Харбор (англ. North Harbour — Северная бухта), имеющие общий пролив шириной 1,4 км с Тихим океаном.
Порт-Джэксон был открыт (но детально не обследован) Дж. Куком во время его плавания вдоль восточного побережья Австралии в 1770 году. Залив послужил местом основания первой европейской колонии в Австралии, когда сюда перешёл Первый флот, первоначально пришедший в расположенную южнее бухту Ботани.

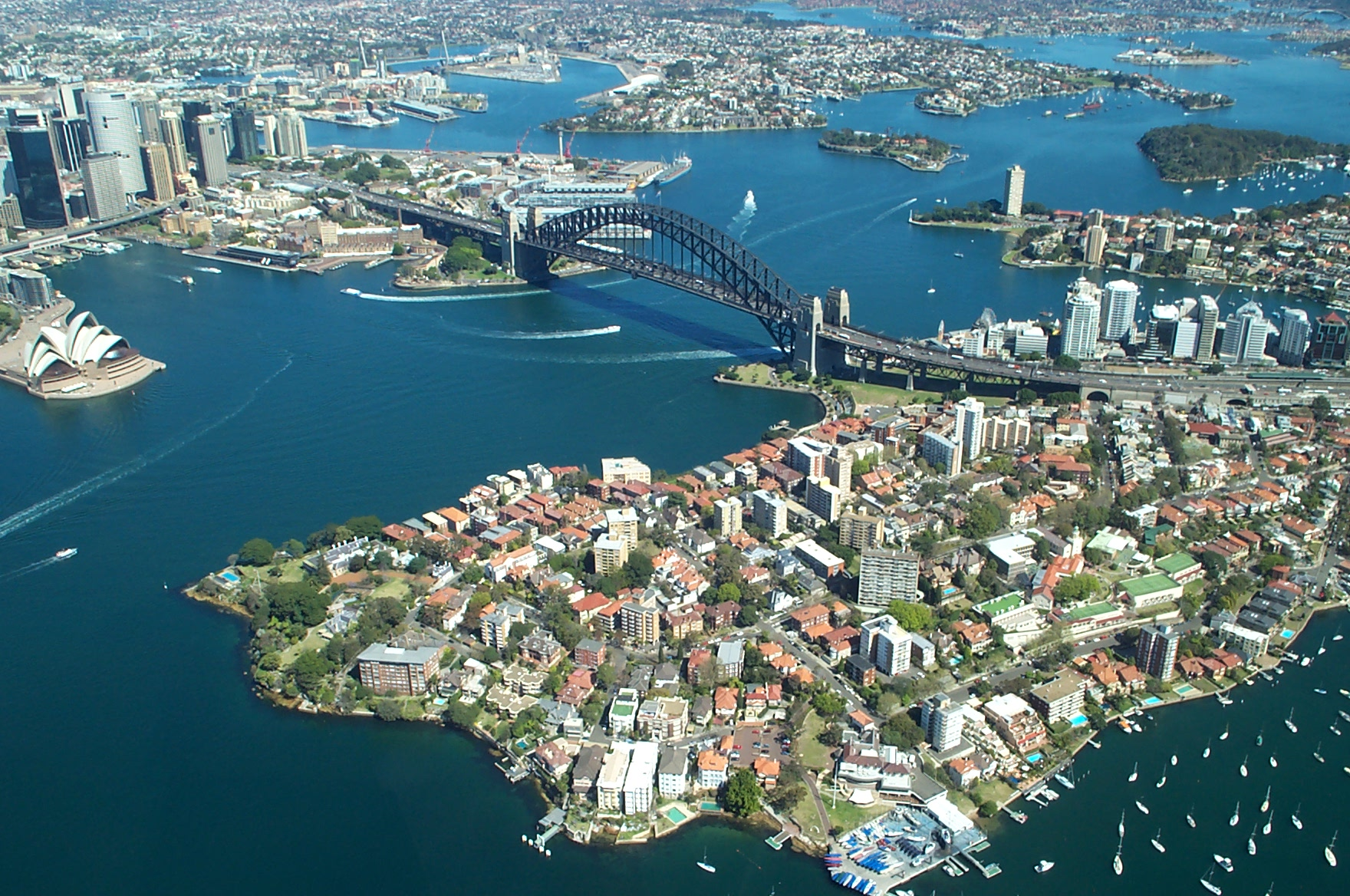
Залив Порт-Джэксон с воздуха

Порт-Джэксон является природной бухтой для Сиднея и является удобнейшим местом для строительства портов. Со времени основания первых европейских поселений в Австралии бухта продолжает играть ключевую роль в истории Сиднея и всей страны.
Порт-Джэксон известен такими архитектурными памятниками, как Сиднейский оперный театр и мост Харбор-Бридж.
В Порт-Джэксоне начинается яхтовый маршрут Сидней — Хобарт (Тасмания) и проходит ежегодное новогоднее шоу с фейерверками.

## История
Земли вокруг Порт-Джэксона (и Сиднейской бухты, как его части) до их европейской колонизации активно заселялись местными племенами австралийских аборигенов, такими как гадигалы, эора и другие. Доподлинно неизвестно происхождение многих из них. Гадигалы, например, имели ареал своего проживания на южном берегу этого залива.
В 1770 году залив увидел знаменитый британский исследователь и путешественник Джеймс Кук. Принято считать, что он был первым европейцем, зафиксировавшим положение этого залива на карте. Подойдя от обследованной им Новой Зеландии к юго-восточной части Австралии (открытой им новой земли, названной им Новый Южный Уэльс), Джеймс Кук после тщательного обследования залива Ботани пошёл вдоль берега новой открытой земли на север. Через 12 км он обнаружил ещё один большой залив. Джеймс Кук обозначил его на карте как «Порт-Джэксон», в честь сэра Джорджа Джексона — спонсора британского Адмиралтейства, но детально этот залив не обследовал, в отличие от бухты Ботани.
В 1788 году 26 января сюда из залива Ботани перешёл Первый флот. И на берегу вокруг небольшой круглой бухточки, названной Сидни-Ков (англ. Sydney Cove) в центральной части Сиднейской бухты (англ. Sydney Harbour) — южного протяжённого изогнутого рукава (то есть защищённого от прямых волн со стороны океана) залива Порт-Джэксон — основано первое постоянное поселение Сидней на континенте Австралия.

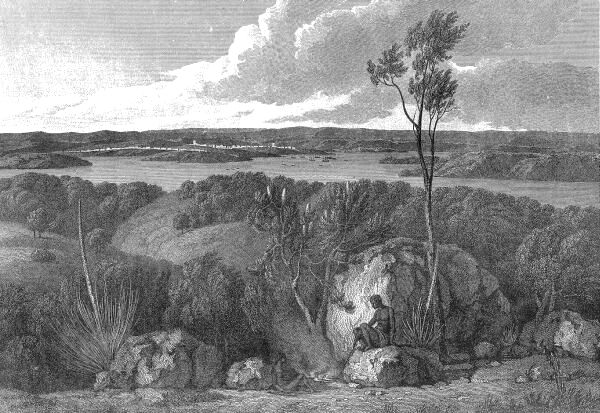
Вид Порт-Джэксона из книги A Voyage to Terra Australis Мэтью Флиндерса. На этом месте был основан Сидней

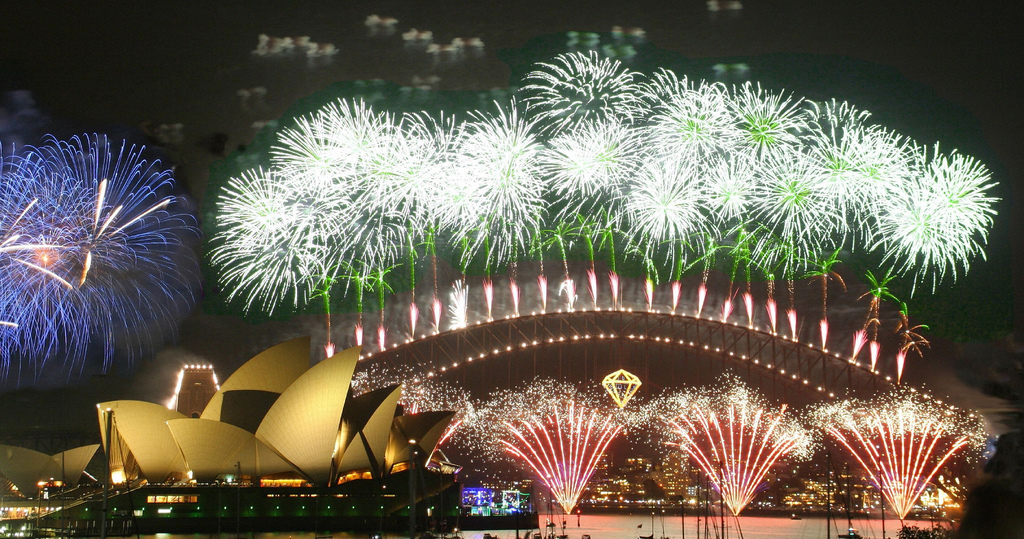
Празднование Нового года

Марка, посвященная 200-летию со дня основания поселения в Порт-Джэксоне

В 1932 году в историческом центре Сиднея через Сиднейскую бухту (южный рукав залива Порт-Джэксон) был переброшен знаменитый мост Харбор-Бридж.
В 1942 году в заливе Порт-Джэксон началась широкомасштабная кампания строительства сооружений против проникновения в залив японских подводных лодок.
В 1975 году ещё нетронутые человеком территории бухты объединены в национальный парк Сидней-Харбор.
На входе в Порт-Джэксон с южной стороны пролива, отделяющего Порт-Джэксон от Тасманова моря, на полуострове Саут-Хед (южная голова) расположен маяк Маккуори — старейший в Австралии.